# Hallelujah (пісня Леонарда Коена)
«Hallelujah» — пісня канадського співака і поета Леонарда Коена, яка вперше вийшла на його сьомому студійному альбомі Various Positions.

## Оригінальна версія
Перш ніж написати остаточний варіант «Hallelujah» Коен створив приблизно 80 варіантів тексту. Частину з них музикант написав під час свого перебування в готелі «Роялтон» в Нью-Йорку, сидячи на підлозі в спідньому і б'ючись головою об підлогу. Готова «Hallelujah» містила кілька біблійних посилань, зокрема, на історію Самсона і зраду його Далілою з «Книги Суддів Ізраїлевих» («…вона постригла твоє волосся», англ. ...she cut your hair), а також на любов царя Давида, що спалахнула до Ветсавії, дружини його полководця Урії («Ти бачив, як вона купалася на даху, її краса і місячне світло повалили тебе», англ. You saw her bathing on the roof, Her beauty in the moonlight overthrew you).
Після виходу пісні в 1984 році Коен виконував оригінальну версію під час свого світового туру в 85-му, але виступи під час гастролей 88-го і 93-го року майже завжди містили змінений текст і тільки останній куплет завжди залишався незмінним («Hallelujah» з іншим текстом можна почути, наприклад, 1994 року в концертному альбомі Cohen Live: Leonard Cohen in Concert). Інші музиканти, записуючи кавер-версію «Hallelujah» або виконуючи пісню на концертах, зазвичай змішують різні версії тексту, а іноді замінюють його власними варіантами. За весь час існування «Hallelujah» на неї було записано близько 200 каверів, в тому числі на інших мовах. Різні інтерпретації включають найрізноманітніші варіанти тексту, з 80 вибрані варіантів Коена. На початку 2012 року в інтерв'ю, що супроводжує вихід альбомуOld Ideas, музикант сказав, що він до сих пір не втомився від каверів «Hallelujah» і дуже радий, що пісня співається.

## Кавер-версії
Студійний запис

«Hallelujah» Джефа Баклі

«Hallelujah» норвезького квартету

«Hallelujah» Олександри Бйорк

- Перший кавер на «Hallelujah» був записаний в 1991 році валлійським музикантом Джоном Кейлом для триб'ют-альбому Леонарду Коену I'm Your Fan, а пізніше для концертного альбому Fragments of a Rainy Season. Музикант бачив концертне виконання цієї пісні і попросив Коена відправити йому текст. Леонард надіслав йому 15 аркушів.[6]
- Джеф Баклі, натхненний версією Джона Кейла, записав «Hallelujah» для свого дебютного альбомуGrace у 1994 році. 2004 року цей кавер зайняв 259 місце в «Список 500 найкращих пісень усіх часів за версією журналу Rolling Stone». У тому ж році журнал Time назвав версію Баклі "Витончено заспіваною» і зазначив, що «Баклі обробив пісню ... як крихітну капсулу людяності, використовуючи голос як крен між славою і сумом, болем і красою».[7] У вересні 2007 року Q в результаті спеціального опитування заніс її до списку "Десяти кращих композицій»; Джон Ледженд (John Legend), зокрема, назвав версію Баклі "настільки прекрасною, наскільки ви можете собі уявити. У „Hallelujah“ чудова лірика і прекрасна мелодія, а також інтерпретація Баклі. Це одна з найпрекрасніших записів музики, що я чув».[8] Незважаючи на це, версія Баклі була миттєвим хітом, і музикант не впізнав, який успіх чекав його запис; він потонув в 1997 році. Альбом, в який була включена «Hallelujah», досяг «золотого» статусу лише в 2002 році, через 9 років після виходу. Як і оригінал, версія Баклі фактично не виходила окремим синглом; композиція вперше потрапила у світові чарти в 2006 році, послідовно підкоряючи Топ 10 у Норвегії, Швеції та Франції.[9] У березні 2008 року «Hallelujah» очолила Hot Digital Songs і набула «платиновий» статус від Американської асоціації компаній звукозапису[10], а також зайняла 2-е місце в UK Singles Chart.[11] В 2013 році композиція «Hallelujah» в версії Джеффа Баклі була внесена в Національний Реєстр Звукозапису при Бібліотеці Конгресу США.[12][13]
- Руфус Уейнрайт записав «Hallelujah» після короткої зустрічі з Баклі. Пізніше він з Джоан Вассер і своєю сестрою Мартою Уейнрайт виконав пісню в документальному фільмі про Леонарді Коені «Leonard Cohen: I'm Your Man». Версія Уейнрайта також увійшла в офіційний саундтрек мультфільму «Шрек», хоча у самому мультфільмі звучить версія Джона Кейла.
- В 2004 році свою версію представила Кетрін Дон Ланг на альбомі Hymns of the 49th Parallel. Кетрін також виконувала «Hallelujah» на багатьох великих заходів, наприклад на врученні канадської премії«Джуно» в 2005 році, де співачку нагородили двома хвилинами овацій стоячи[14], у «Залі слави канадських авторів пісень» в 2006 році, з нагоди включення в «Зал…» Леонарда Коена[15], а також на Церемонії відкриття зимових олімпійських ігор 2010 року в Ванкувері.[16] Анджани Томас[en], тривалий час працювала з Коеном, прокоментувала виступ Ланг: "Що ж, тепер пісню можна сміливо ховати - це було блаженне відчуття справжнього досконалості».[17]
- Норвезький квартет в складі Еспід Лінд, Курта Нильсена, Олехандро Фуантеса й Ескіл Холм випустив версію «Hallelujah», яка стала хітом номер 1 у їх країні.[18] Запис сталав "платиновим» протягом двох тижнів, а в кінцевому підсумку було продано його копій 250 000 (8× платина). Пісня залишалася в норвезькому топ-20 37 тижнів поспіль.[19]
- Александра Берк перемогла в п'ятому сезоні музикального шоу «The X Factor», виконавши у фіналі конкурсу «Hallelujah». Дебютний сингл Берк з цією композицією в перший же день було продано в кількості 105 000 примірників (побивши європейський рекорд за кількістю продажів за перші 24 години)[20] та 576 000 примірників за тиждень. Кавер-версія Берк пробудила інтерес до попередніх версій пісні. Фанатами Джефа Баклі була організована спеціальна кампанія з метою просування його версії «Hallelujah» на вершину Різдвяного чарту і зміщення версії Берк з лідируючої позиції.[21] Кампанія ґрунтувалася на звинуваченнях «The X Factor» в меркантилізмі[22] і бажанні фанатів уявити молодшому поколінню версію Баклі.[23] У підсумку версія Берк посіла перше місце; версія Джефа Баклі — 2-е[11]; оригінальна версія Леонарда Коена також потрапила у чарт.[11]«Hallelujah» Олександри Берк став найпродаванішим синглом 2008 року у Великій Британії[24], 28 грудня 2008 року журнал NME оголосив про 1 мільйон проданих копій.[25]

Концертне виконання
- Одним з перших «Hallelujah» заспівав колега Коена Боб Ділан (8 липня 1988 року в Монреалі).[26]
- Неодноразово пісню виконував ірландський рок-музикант Боно. Його виконання також увійшло на триб'ют-альбом Коену Tower of Song.
- Група Bon Jovi виконувала «Hallelujah» на деяких концертах, в тому числі на Live at Madison Square Garden, який вийшов на відео.
- Дем'єн Райс виконав пісню у 2008 році в «Залі слави рок-н-ролу», з нагоди включення в нього Леонарда Коена.
- Ніл Даймонд виконав «Hallelujah» на різних концертах, а в 2010 році включив її в свій альбомDreams.
- Адаптацію іспанською мовою «Hallelujah» неодноразово виконував квартет Il Divo, вона також входить в їх альбомThe Promise.
- Російський переклад на своїх концертах виконує Павло Фахртдінов.
- Ірина Богушевська виконала пісню в у власному перекладі на російську в 2015 році.

Інше
- Андрій Хаданович переклав пісню на білоруську мову. Переклад вийшов у 2013 році разом з іншими роботами письменника в книзі «Разам з пилам».
- Вокальна група Pentatonix виконала А капела-версію «Hallelujah»[27].